# Jim Fitzsimons
Pour les articles homonymes, voir Fitzsimons.
James (Jim) Fitzsimons, né à Navan Comté de Meath le 16 décembre 1936, est un homme politique irlandais membre du Fianna Fáil élu de la circonscription de Meath.  
Fitzsimons a été élu Teachta Dála (TD) dès sa première tentative lors de l'élection générale irlandaise de 1977 et réélu sans discontinuer jusqu’à son retrait de la politique locale en 1987 pour pouvoir se consacrer pleinement  à son mandat européen.
Il a été brièvement Secrétaire d’Etat à l’Industrie et à l’Energie lors du court gouvernement de Charles Haughey en 1982.
Fitzsimons a été élu député européen lors de l’élection de 1984. Il a occupé son siège pendant 20 ans jusqu’à ce qu’il se retire complètement de la vie politique en 2004. 